# Conrad Drzewiecki

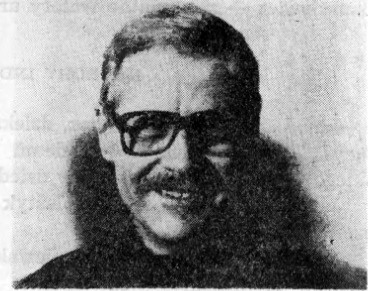
Conrad Drzewiecki w 1985

Conrad Drzewiecki (ur. 14 października 1926 w Poznaniu, zm. 25 sierpnia 2007) – polski tancerz, choreograf oraz reformator baletu. Zdobywca wielu nagród zagranicznych, m.in. Srebrnego Medalu Międzynarodowego Konkursu Tańca w Bukareszcie (z Teresą Kujawą – 1953), Złotego Medalu Międzynarodowego Konkursu Tańca w Warszawie (1955) Primo Premio Assoluto Międzynarodowego Konkursu Baletowego w Vercelli (1956).

## Życiorys
W 1951 został solistą baletu Opery Poznańskiej, a następnie jego kierownikiem (1963–1973).
W latach 1971–1980 pełnił funkcję dyrektora artystycznego Państwowej Szkoły Baletowej w Poznaniu. Jako choreograf pracował również za granicą między innymi: w Ballet Nationale J.M.F., Het National Ballet w Amsterdamie, Danza Nationale de Cuba w Hawanie, Staatsoper i Deutsche Oper w Berlinie, Stadttheatern Malmö i Narodne Divadlo w Pradze.
Początek jego działalności datuje się na przełom lat sześćdziesiątych i siedemdziesiątych. Wprowadził do repertuaru Opery Poznańskiej kompozycje choreograficzne, które syntezowały technikę neoklasyczną i taniec modern. Działalność ta zaowocowała wkrótce powstaniem Polskiego Teatru Tańca. Jako dyrektor PTT, Conrad Drzewiecki, otrzymał wiele nagród: dyplom Ministra Spraw Zagranicznych i Nagrodę Państwową I stopnia za propagowanie kultury polskiej za granicą, dyplom ITI za popularyzację sztuki polskiej za granicą, Nagrodę Miasta Poznania za szczególne osiągnięcia w dziedzinie kultury i sztuki, tytuł: „Zasłużonego dla Kultury Narodu”.
Uczestniczył w licznych tournée po całej Europie oraz otrzymywał zaproszenia do udziału w światowych festiwalach, m.in.: Międzynarodowym Festiwalu Tańca w Paryżu i Chateauvallon, Baletto Oggi w Bari, Musica Sacra w Mediolanie, Intercontri Musicali Romani, Bregener Festspiele i Berliner Festtage.
Zrealizował m.in. następujące spektakle: Ognisty ptak (1967), Adagio na smyczki i organy (1967), Pawana na śmierć Infantki (1968), Cudowny Mandaryn (1970), Epitafium dla don Juana (1974), Odwieczne pieśni (1975), Modus vivendi (1975), Stabat Mater (1976), Krzesany (1977), Yesterday (1982), z których wiele zyskało także swoją wersję filmową. Ostatnie spektakle dla Polskiego Teatru Tańca Pieśń Roksany i Śmierć Izoldy, Conrad Drzewiecki przygotował w 1998 roku z okazji jubileuszu 25-lecia Teatru.
Będąc dyrektorem Polskiego Teatru Tańca, często współpracował z teatrami dramatycznymi i telewizją jako choreograf i reżyser.
Jego żoną była tancerka i choreografka Teresa Kujawa, z którą Drzewiecki wielokrotnie współpracował.
Pochowany na cmentarzu Junikowo.

## Nagrody
- Krzyż Komandorski Orderu Odrodzenia Polski (2007, pośmiertnie)[5]
- Był laureatem licznych nagród m.in. Prix Italia za film Gry i „Terpsychory”[6] za całokształt twórczości. W 1986 otrzymał Odznaka tytułu honorowego „Zasłużony dla Kultury Narodowej”[7]. W roku 2006 został uhonorowany przez Ministra Kultury i Dziedzictwa Narodowego Złotym Medalem Gloria Artis.

## Upamiętnienie
14 października 2009 przemianowano dawną ulicę Kasztelanów na poznańskim Grunwaldzie na Conrada Drzewieckiego.